# Urbana (Ohio)
Urbana es una ciudad ubicada en el condado de Champaign en el estado estadounidense de Ohio. En el Censo de 2010 tenía una población de 11.793 habitantes y una densidad poblacional de 585,56 personas por km².

## Geografía
Urbana se encuentra ubicada en las coordenadas 40°6′32″N 83°45′17″O / 40.10889, -83.75472. Según la Oficina del Censo de los Estados Unidos, Urbana tiene una superficie total de 20.14 km², de la cual 20.08 km² corresponden a tierra firme y (0.3%) 0.06 km² es agua.

## Demografía
Según el censo de 2010, había 11793 personas residiendo en Urbana. La densidad de población era de 585,56 hab./km². De los 11793 habitantes, Urbana estaba compuesto por el 89.75% blancos, el 5.35% eran afroamericanos, el 0.44% eran amerindios, el 0.68% eran asiáticos, el 0.01% eran isleños del Pacífico, el 0.72% eran de otras razas y el 3.05% pertenecían a dos o más razas. Del total de la población el 2.04% eran hispanos o latinos de cualquier raza.